# GDF-CO3
GDF-CO3 ist ein mobiles Flugabwehrsystem aus der Schweiz. Als Flugabwehrkanone kommt die Oerlikon 35-mm-Zwillingskanone zum Einsatz.

## Geschichte
Oerlikon-Bührle produzierte die GDF-Serie als mobiles Luftverteidigungssystem für den Objektschutz im Hinterland. Zuerst entwickelte Oerlikon ein Zugkraftsystem. Die Waffe hatte jedoch das Potential, auch auf einem Fahrzeug montiert zu werden. Dafür wurde ein 4×4-LKW umgebaut und leicht gepanzert. Eine weitere Version wurde auf dem Chassis des M113-Schützenpanzers gebaut. Die GDF-Serie wird nicht nur in der Schweiz, sondern auch in Finnland und Norwegen verwendet.

## Technik
Die gängigste Variante, das 4×4-Fahrzeug, basiert auf dem HYKA-LKW. GDF-CO3 ist allwetterfähig. Zur Zielfindung nutzt das Fahrzeug ein Contraves-Suchradar. Die Entfernungsmessung funktioniert über einen Laserentfernungsmesser. Das eigentliche Waffensystem arbeitet vollautomatisch. Beim 4×4-LKW liegt der Geschützturm in einer Absenkung hinter dem Abteil der Besatzung.
GDF-Systeme verschießen eine Vielzahl unterschiedlicher Munitionstypen, die auf dem Kaliber 35 × 228 mm basieren. Neben hochexplosiven Sprenggranaten zur Luftabwehr können auch unterkalibrige Treibspiegelgeschosse zur Bodenabwehr eingesetzt werden.
Dank der relativ großen Räder und der verhältnismäßig geringen Größe für ein Radfahrzeug kann GDF-CO3 bis zu einer Tiefe von 60 Zentimetern waten und einen Graben von 1,80 Meter Breite überqueren. Bei der Vollkettenvariante lehnen sich die Daten am M113 an.